# Ендрю Маршалл
Ендрю Маршалл (англ. Andrew Marshall; 13 вересня 1921, Детройт — 26 березня 2019, Арлінгтон) — видатний аналітик Міністерства оборони США. Передбачив ряд важливих змін у світі, включаючи розпад СРСР, підвищення геополітичної ролі Китаю і широке використання робототехніки у військових операціях.
Працював математиком в RAND Corporation. Був одним з авторів першої, математично обґрунтованої, так званої «національної розвідувальної оцінки» (1971). З 1973 року до 2015 року — керівник Управління загального аналізу Пентагону, яке займається довготривалим плануванням американської військової стратегії, підпорядковується безпосередньо міністру оборони США.
Більшість досліджень Маршалла засекречені, також достеменно невідомо, чим в точності він займався.